# Los cinco mil dedos del Dr. T
Los 5.000 dedos del Dr. T. es una película de fantasía musical estadounidense de 1953, sobre un niño que sueña con un mundo de fantasía gobernado por un profesor de piano diabólico que esclaviza a centenares de niños a practicar piano para siempre. Fue el único largometraje escrito por Theodor Seuss Geisel (el Dr. Seuss), quien escribió la historia, el guion y la letra de las canciones. Fue dirigida por Roy Rowland, con muchas tomas no acreditadas dirigidas por el productor Stanley Kramer. La película está protagonizada por Peter Lind Hayes, Mary Healy, Hans Conried y Tommy Rettig.

## Trama
El joven Bart Collins (Tommy Rettig) vive con su madre viuda Heloise (Mary Healy). La pesadilla de la existencia del niño son las odiadas lecciones particulares de piano que soporta bajo la tutela del autoritario Dr. Terwilliker (Hans Conried). Bart siente que su madre ha caído bajo la influencia de Terwilliker y se queja conversando con su fontanero, August Zabladowski (Peter Lind Hayes), sin resultado. Mientras sigue las lecciones, Bart se queda dormido y entra en un sueño musical.
En el sueño, Bart está atrapado en el surrealista Instituto Terwilliker, donde el profesor de piano es un dictador loco que ha encarcelado a músicos que no tocan el piano. Ha construido un piano tan grande que Bart y otros 499 niños (por lo tanto, 5000 dedos) son necesarios para tocarlo. La madre de Bart se ha convertido en la hipnotizada asistente y futura esposa de Terwilliker, y Bart debe esquivar a los guardias del instituto mientras lucha por salvar a su madre y a él mismo. Intenta reclutar al Sr. Zabladowski, quien fue contratado para instalar los lavabos del Instituto antes de una inspección vital, pero solo después del escepticismo y la demora se convence a Zabladowski para que ayude. Tras obtener su ayuda, Bart y Zabladowski liberan a Heloise e intentan huir, pero son capturados. En el calabozo, los dos construyen un artilugio que absorbe el ruido y arruina el concierto inaugural del megapiano. Los niños esclavizados se alborotan y el succionador de ruido "atómico" explota de manera espectacular, sacando a Bart de su sueño.
La película termina con una nota de esperanza para Bart, cuando el Sr. Zabladowski se interesa en Heloise y se ofrece a llevarla a la ciudad en su jeep. Bart se escapa del piano y corre calle abajo para jugar, con su perro Sport brincando alegremente detrás de él.

## Reparto
- Peter Lind Hayes como August Zabladowski
- Mary Healy como Heloise Collins
- Hans Conried como Dr. Terwilliker
- Tommy Rettig como Bartholomew Collins "Bart"
- John Heasley como el tío Whitney
- Robert Heasley como el tío Judson
- Noel Cravat como el sargento Lunk

### Sin acreditar (en orden de aparición)
- Henry Kulky como Stroogo
- George Chakiris como bailarín
- Tony Butala como pianista
- Harry Wilson como guardia / portero
- Alan Aric como operador del ascensor

## Producción
A raíz del éxito del cortometraje de animación Gerald McBoing-Boing, Geisel presentó una historia de imagen real titulada Los 5.000 dedos del Dr. T. en 1951.  Geisel siguió con un guion de 1200 páginas, con "temas de dominación y opresión mundial que surgen de la Segunda Guerra Mundial". Geisel se mudó de La Jolla, California, a Los Ángeles durante el rodaje para "permitirle participar más en la producción". Su influencia en la escenografía y la coreografía también es evidente en la película.
Aunque Geisel no lo sabía en ese momento, su producción cinematográfica había terminado en medio de una amarga disputa entre el productor de cine Stanley Kramer y el director de Columbia Pictures, Harry Cohn. Por eso el rodaje de la película estuvo tenso desde el principio. Cohn le había prohibido a Kramer dirigir la película él mismo, y en su lugar había contratado a un oficial del estudio, Roy Rowland. Tampoco ayudó que Cohn interfiriera constantemente con la producción enviando notas voluminosas y no deseadas a Kramer y Geisel. 
Hans Conried estaba entusiasmado con el papel y dijo en retrospectiva: "Nunca antes había tenido un papel así, nunca lo he hecho desde entonces y probablemente nunca lo volveré a hacer. Ensayamos durante ocho semanas antes de que me contrataran para rodar durante ocho semanas, una extravagancia que como actor secundario nunca había conocido ... Si hubiera sido un éxito, con mi papel destacado en el papel principal, habría cambiado mi vida". 
Antes del estreno, una audiencia de prueba recibió mal una "versión preliminar". Esto provocó grandes cortes por parte del estudio y una semana de nuevas grabaciones incluyó una nueva escena de apertura. De los veinte números musicales originales filmados en su totalidad, nueve fueron eliminados. Las canciones eliminadas aún sobreviven en la banda sonora completa.  La "versión preliminar" que incluía el metraje eliminado se considera perdida. Columbia Pictures reestrenó la película por segunda vez en 1958 con toda la escena del ascensor eliminada, bajo el título Crazy Music. 

## Música
La partitura fue compuesta por Frederick Hollander con letra del Dr. Seuss. Obtuvo una nominación al Oscar a la "Mejor banda sonora para una película musical". 
La voz cantante de Tommy Rettig fue doblada por Tony Butala,  el fundador de The Lettermen.
Las partes de piano pregrabadas fueron interpretadas sin acreditar por el veterano pianista de estudio de Hollywood Ray Turner (1903-1971), conocido por sus propias grabaciones y por su interpretación de piano en el popular álbum infantil de 1948 Sparky's Magic Piano.

### Números musicales
Versión estrenada:
1. "Créditos de apertura / Ballet Mariposa" — Secuencia de sueños
2. "Diez dedos felices"
3. "Concierto para piano (variación de "Ten Happy Fingers")"
4. "Cosas de ensueño"
5. "Duelo hipnótico"
6. "Reunirse a tiempo"
7. "Porque somos niños"
8. "Ballet de la mazmorra"
9. "Somos victoriosos"
10. "Canción para vestirse / Do-Mi-Do Duds"
11. "Créditos finales" [6]

Versión original de "vista previa":
1. "Obertura/Título principal"
2. "Diez dedos felices"
3. "Concierto para piano (variación de "Ten Happy Fingers")"
4. "¡Oh! Somos los guardias"
5. "Muchas preguntas"
6. "Mi nota favorita"
7. "Ballet de la mazmorra"
8. "Piedra de amolar"
9. "No me involucraré"
10. "Cosas de ensueño"
11. "No me iré a la cama/Ópera de masajes"
12. "Abriste mis ojos"
13. "Duelo hipnótico"
14. "Porque somos niños"
15. "Dinero"
16. "Pecas en un pigmeo"
17. "Ballet de mariposas"
18. "Somos victoriosos"
19. "Canción para vestirse / Do-Mi-Do Duds"
20. "Créditos finales" [7]

## Recepción
En el estreno en Hollywood, los primeros espectadores comenzaron a llegar después de quince minutos. Al cabo de una hora se había convertido en un tsunami. La biógrafa Suzanne Gargiulo citó al protagonista Hans Conried: "Al final sólo quedaba un niño y estaba esperando a que su madre lo recogiera".  En el momento de su estreno, la película recibió críticas negativas por parte de los críticos.  Bosley Crowther calificó la película de "extraña y confusa" y dijo: 
Esta [película] no sólo es abstrusa en sus símbolos y en su vasta elaboración de ensueños, sino que también carece lamentablemente del humor o el encanto que tal elemento debería contener.
Geisel consideró la película como un "fiasco desastroso" y omitió mencionarla en su biografía oficial.  Incluso afirmó después de la película: "Hollywood no es adecuado para mí y yo no soy adecuado para ello".
Hans Conried reflexionó sobre el fracaso de taquilla de la película en una entrevista de 1970 con Leonard Maltin: "La película nunca recuperó el dinero invertido. Sólo era comparable a Wilson como uno de los grandes perdedores de todos los tiempos; pararía la conversación por algunos años en cualquier reunión social de Hollywood." 

### A posteriori
Sin embargo, la película ha sido cada vez más apreciada a lo largo del tiempo; en abril de 2022, tenía una calificación positiva del 82% en Rotten Tomatoes. 
Las emisiones de la película en las televisiones nacionales y su disponibilidad en formato doméstico generaron muchas críticas nuevas. En 2001, Glenn Erickson escribió que la película era "otro fracaso que desde entonces se ha ganado la reputación de un clásico artístico: una verdadera película de culto. Es colorida, enérgica y, de hecho, puede presumir del excelente trabajo de un grupo de talentosos hollywoodienses. Pero no es muy bien."  Los críticos posteriores se mostraron más entusiastas. En 2002, Peter Bradshaw dijo que la película "tiene encanto, una imaginación desenfrenada y algunos decorados de ensueño muy extraños realizados por el diseñador de producción Rudolph Sternad y el director de arte Cary Odell"; es "una carne surrealista, inquietante y fuerte para estómagos jóvenes".  En 2005, Violet Glaze del Baltimore City Paper calificó la película como "refrescantemente agria y desafiante para una película para niños, su mundo de la era espacial -a través de Caligari- se ubica justo en el lado delicioso de lo espeluznante para los niños, especialmente los inteligentes".  En 2008, Dennis Schwartz escribió que era "probablemente la mejor película de fantasía para niños jamás realizada por Hollywood, incluso si es divagadora".  Jello Biafra la nombró su película favorita de todos los tiempos en una entrevista de 2013.
Una persona que debió haber visto la película y obviamente fue influenciado por ella fue un aspirante a animador llamado Matt Groening, el futuro creador de Los Simpson. 

## Medios domésticos
La película fue estrenada en VHS por RCA/Columbia Pictures Home Video en 1991. Luego fue reeditada en 1995, como parte de la colección de la Tristar Columbia familiar. Estuvo disponible en DVD en 2001 por Columbia Tristar Home Entertainment, que presentaba el corto de Gerald McBoing-Boing, y su sinfonía, como característica adicional. Luego, Sony relanzó el DVD en 2008 como parte de la colección de Stanley Kramer. Finalmente, Mill Creek Entertainment lo lanzó como Blu-Ray y DVD de la región 1 en 2016, bajo licencia de Sony. 

## Banda sonora
La música que se compuso para la película, incluido el material que no se utilizó en las copias existentes de la película, se lanzó en un conjunto de 3 CD en 2010.   En 2007, Él Records lanzó un CD con la banda sonora (ACMEM126CD) en asociación con Cherry Red Records.  

## enlaces externos
- Los cinco mil dedos del Dr. T en Internet Movie Database (en inglés).
- Los cinco mil dedos del Dr. T en AllMovie (en inglés).
- Los cinco mil dedos del Dr. T en Rotten Tomatoes (en inglés).

- Datos: Q1210771